# Microponcture
La microponcture ou micropuncture est une technique de soin corporel.
De même que le shiatsu s'exerce avec la pression des pouces, que l'acupuncture s'exerce avec des aiguilles et traverse l'épiderme, la microponcture est une technique de soin corporel qui s'exerce avec un stylet en percussion, par exemple le long de méridiens en médecine traditionnelle chinoise.
La microponcture est largement utilisée en myo-énergétique, théorie du soin concernant la préservation de l'équilibre postural, d'origine japonaise et, ce, fréquemment en association avec la moxibustion directe (ou moxa direct).